# رامون نونيز
رامون نونيز هو لاعب كرة قدم كوبي، ولد في 19 أبريل 1953 في مقاطعة لاس توناس في كوبا. شارك مع منتخب كوبا لكرة القدم.

## وصلات خارجية
- رامون نونيز على موقع ناشيونال فوتبول تيمز (الإنجليزية)
- رامون نونيز على موقع عالم كرة القدم.نت (الإنجليزية)
- رامون نونيز على موقع اللجنة الأولمبية الدولية (الإنجليزية)
- رامون نونيز على موقع أوليمبيديا (الإنجليزية)